# Alessandro Morbidelli
Alessandro Morbidelli (Turim, 2 de maio de 1966) é um astrônomo e planetologista italiano. Trabalha no Observatório Côte d'Azur em Nice.
Sua área principal de trabalho é a dinâmica do Sistema Solar,, a formação de planetas e sua migração planetária, bem como a estrutura do cinturão de asteroides e do cinturão de Kuiper.

## Condecorações
Recebeu em 2000 o Prêmio Harold C. Urey da American Astronomical Society. Em 2016 foi eleito membro da Académie des Sciences. Recebeu o Prix Mergier-Bourdeix de 2009 e o Prêmio Jules Janssen de 2018.
O asteroide 5596 Morbidelli é denominado em sua memória.

## Weblinks
- Página pessoal (em inglês)